# Riffenkopf
Der Riffenkopf, ursprünglich Riefenkopf genannt, ist ein 1748 m ü. NHN hoher Berg in den Allgäuer Alpen. Er liegt in dem von der Höfats nach Westnordwesten ziehenden Kamm, der gelegentlich auch als Höfats-Vorgebirge bezeichnet wird. Er stellt den ersten deutlichen Gipfel im Kamm zwischen Oytal und Dietersbachtal dar.

## Zugang
Auf den Riffenkopf führen keine markierten Wanderwege, sondern nur ein schwer zu findender Jägersteig. Daher wird er überwiegend von Einheimischen bestiegen. Da der Riffenkopf bis zum Gipfel mit Latschen bewachsen ist, ist die Wegfindung teilweise schwierig.

## Namensherkunft
Nach Thaddäus Steiner ist der in zahlreichen Karten und Führerern genannte Name Riffenkopf falsch, weil er der Mundartform mit Diphthong -ie- und der Tradition der Namensgebung widerspricht. Richtig ist demnach der Name Riefenkopf.
Von dem Sattel zwischen dem nordwestlich vorgelagerten Riefenköpfle und dem Riefenkopf ziehen nach Süden und Südwesten steile Grashänge hinab, die in früherer Zeit geheut wurden. Dieser Heuplatz (mundartlich Hoibat) ist in der Zeit von 1637 bis 1728 mehrfach in Steuerbüchern belegt, wobei er u. a. als Rieffenschwandt, Rüffenschwandt und Rüeffen Schwand bezeichnet wird. Ferner ist 1482 eine Elspet Rüefin als Anliegerin am Fuß des Berges belegt. Thaddäus Steiner folgert auf dieser Basis, dass der Heuplatz nach seinem Besitzer benannt und der Name davon auf den benachbarten Berg übertragen wurde. Der Berg wurde  noch 1819 im Uraufnahmeblatt des Landesamts für Vermessung und Geoinformation München als Riefenkopf belegt.